# Sherri Stoner
Sherri Stoner (née le 16 juillet 1959 à Santa Monica, en Californie) est une actrice, scénariste et productrice américaine.

## Biographie
Spécialisée en animation, elle a participé à l'écriture et la production de dessins animés et de films d'animation des années 1990 tels Les Tiny Toons et Animaniacs, dont elle a fait la voix du personnage Slappy Squirrel (en).
En 1982-1983,  elle incarne Rachel Brown Oleson, la femme de Willie Oleson dans La Petite Maison dans la prairie. Elle a également joué dans la série V des années 80.
Elle vit maintenant avec son fils et sa fille et son mari, MD Sweeney à Los Angeles.

## Filmographie

### Cinéma
- 1984 : Impulse : une jeune fille
- 1984 : Lovelines (en) de Rodney Amateau : Suzy
- 1986 : Les Anges du mal 2 (Reform School Girls) : Lisa
- 1988 : Casual Sex? : Une nouvelle épouse
- 1994 : Yakko's World: An Animaniacs Singalong : L'écureuil Slappy (Voix)
- 1999 : Animaniacs: Wakko's Wish : L'écureuil Slappy (Voix)

### Télévision
- 1980 : Côte Ouest (Knots Landing) (Série TV) : Mary Ann
- 1982 : Hooker (série TV) : Cindy Palmer
- 1983 : La Petite Maison dans la prairie (The Little House On The Prairie) (série TV) : Rachel Brown Olson
- 1983 : Little House: Look Back to Yesterday (Téléfilm) : Rachel Brown Olson
- 1984 : My Mother's Secret Life (Téléfilm) : Laura Sievers
- 1984 : Little House: The Last Farewell (Téléfilm) : Rachel Brown Olson
- 1985 : V (Série TV) : Jessie Courtney
- 1985 : Deadly Messages (Téléfilm) : Cindy Matthews
- 1985 : Hell Town (en) (Série TV) : Crissy
- 1985 : Children Of The Night (Téléfilm) : Brandy
- 1986 : Les Feux de l'amour (The Young and The Restless) (série TV) : Karen
- 1986 : Au-dessus de tout soupçon (The Deliberate Stranger) (téléfilm) : Susan Armsby
- 1986 : Mr. Gun (Série TV) : Margaret
- 1987 : Arabesque (Murder She Wrote) (série TV) : Sarah Martino
- 1990 : On the Television (Série TV) : rôles variés
- 1993-1998 : Animaniacs (série TV) : L'écureuil Slappy (Voix)
- 1998 : Minus et Cortex (série TV) : Slappy (voix)